# East Canton, Ohio
East Canton là một làng thuộc quận Stark, tiểu bang Ohio, Hoa Kỳ. Năm 2010, dân số của làng này là 1591 người.

## Dân số
- Dân số năm 2000: 1629 người.
- Dân số năm 2010: 1591 người.